# Bull Arab
Bull arab è la denominazione data dagli australiani ad un tipo di cane da caccia al cinghiale ottenuto incrociando  il bull terrier, con il levriero saluki, ed il pointer. Nel nome della razza bull indica la derivazione dal bull terrier, mentre "arab" indica l'origine dal levriero mediorientale saluki.
L'idea era quella di unire la presa del bullterrier, all'olfatto del pointer (per localizzare i cinghiali nella fitta boscaglia) e alla buona vista e resistenza alla corsa del saluki (il greyhound è più veloce ma meno resistente del saluki, per cui quest'ultimo viene preferito in Australia). Il cane si è rivelato uno dei migliori per la caccia al cinghiale nelle condizioni australiane.